# 連邦和平会議 - 21世紀パンロン

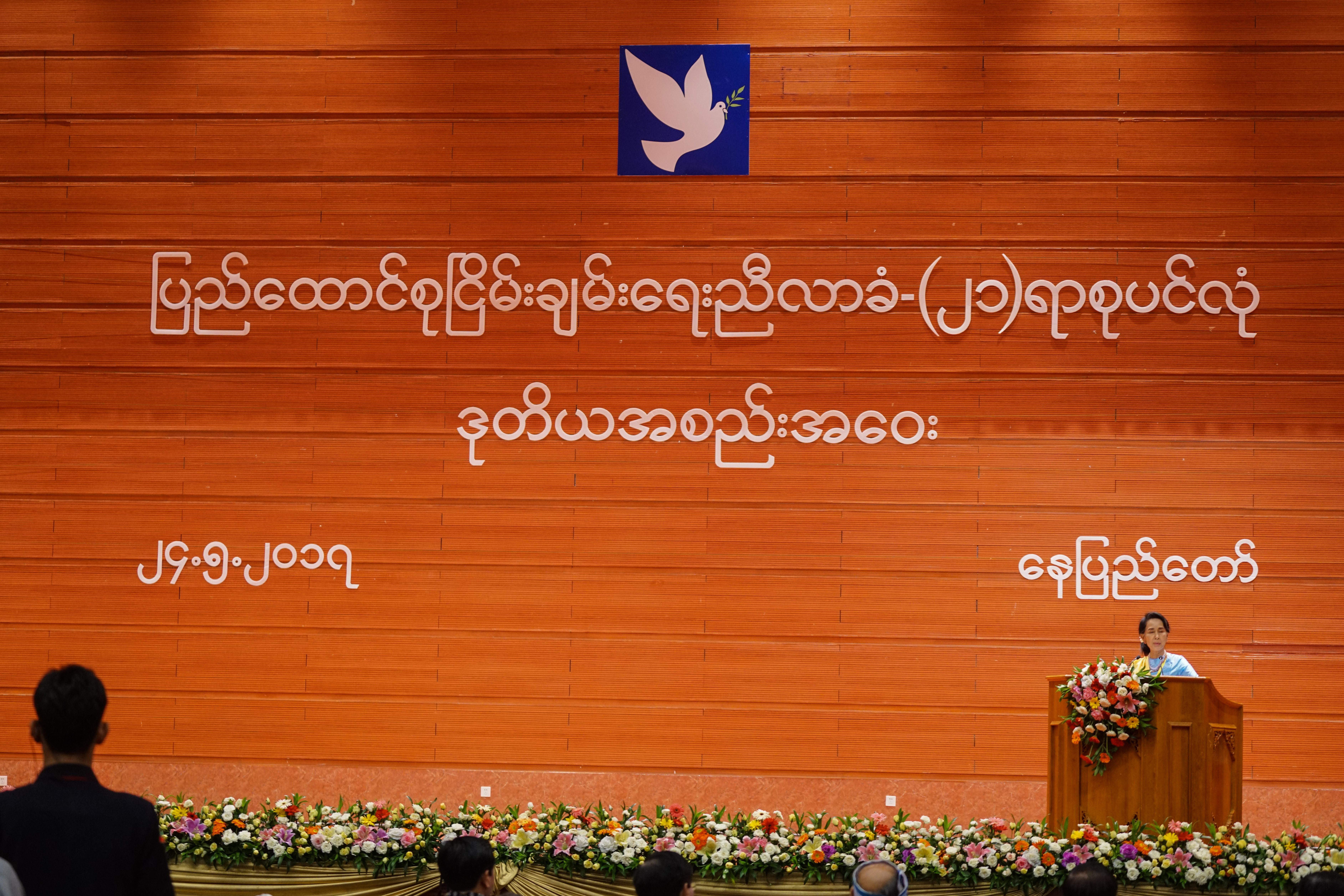
第2回会議の開会の辞を述べるアウンサンスーチー国家顧問（2017年）

連邦和平会議 - 21世紀パンロン（れんぽうわへいかいぎ 21せいきパンロン、ビルマ語: ပြည်ထောင်စု ငြိမ်းချမ်းရေးညီလာခံ (၂၁) ရာစု ပင်လုံ、英語: Union Peace Conference - 21st Century Panglong、以下21世紀パンロン会議）とは、ミャンマーにおいて、アウンサンスーチー率いる国民民主連盟（NLD）政権と、反政府組織のあいだで開かれた、和平会議である。首都のネピドーにおいて、2016年から2020年にかけて、延べ4回が開催された。日本語においては21世紀ピンロン連邦和平会議とも訳される。

## 経緯

### 背景
ビルマ独立運動の指導者であるアウンサンは、1947年、ビルマのイギリスからの独立を目前に、少数民族代表と会議をおこなった。これをパンロン会議とよぶ。この会議を通じて策定されたパンロン協定においては、少数民族（シャン人・カチン人・チン人）の自治権が認められたものの、アウンサンが暗殺されたことも影響し、独立後に制定された憲法は、パンロン協定を尊重したものにはならなかった。また、国軍司令官であるネウィンによる1962年ビルマクーデターを通じ、制限的ではあるものの憲法に明記されていた、少数民族の自治権と離脱権は無効化された。これを期に、ビルマ全国で少数民族運動が一斉に蜂起した。これ以来、ビルマ（1989年より「ミャンマー」）では、軍部による事実上の独裁が続いた。
1988年の8888民主化運動をうけて、ネウィンは辞任する。次に政権を握った国家法秩序回復評議会は1990年ミャンマー総選挙を開いたものの、アウンサンの娘であり、民主化を主張する、アウンサンスーチー率いる政党である国民民主連盟（NLD）が大勝したことを受けて、この結果を黙殺した。しかし、2008年にはミャンマー連邦共和国憲法が制定された。20年ぶりに開催された国政選挙である2010年ミャンマー総選挙を経て、軍部出身の政治家であるテインセイン政権が発足した。テインセイン政権は国内の少数民族武装勢力との和平に積極的に取り組み、2015年には、政府と8の反政府勢力のあいだで、全国停戦合意（NCA）の署名がおこなわれた。
NCAには署名後の和平プロセスについても記載されており、これをNCAプロセスと呼称する。NCAプロセスにおいては、和平にあたっての政治対話は連邦和平会議・連邦レベル政治対話・国民レベル政治対話の3階層から構成される。国民レベル政治対話の結果は連邦和平対話共同委員会（UPDJC）に上程され、ここで合意された事項が、連邦和平会議において承認されると、これが連邦合意となる。退任直前の2016年1月12日から16日にかけて、テインセインは第1回連邦和平会議を開催した。政府・軍部・議会・少数民族武装勢力・政党をはじめとする利害関係者が集まり、政治、社会経済、安全保障、土地、天然資源という5つのアジェンダそれぞれに関する、5つの話題について議論がおこなわれた。

### 開催にむけての準備

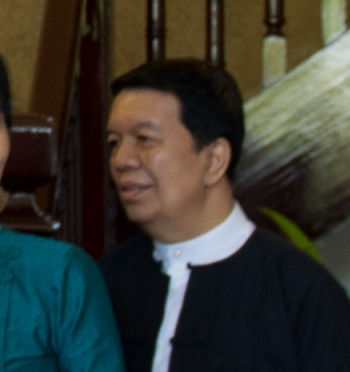
ティンミョーウィン

2015年ミャンマー総選挙では、NLDが大勝し、2016年4月より、彼女は国家顧問として政権を握った。スーチー政権は、少数民族武装勢力との和平・憲法改正・国民の生活状況の改善を主な公約としており、うち反政府組織との和平については、テインセイン前政権のロードマップを事実上引き継ぐかたちで進められた。スーチーは、政府・軍・少数民族武装勢力が協議する場である、「21世紀パンロン会議」の開催を提唱し、2016年5月11日にその準備委員会を組織した。彼女は、自らの父であるアウンサンが実現し、ミャンマーにおいて民族統合の象徴となっている「パンロン」の名前を用いることにより、停戦交渉を有利に進めようとした。
しかし、同政権では同時に、それまで和平交渉を担当していたミャンマー・ピース・センター（MPC）が解体され、国家和解平和センター（NPRC）に改組された。MPCが政府外の専門家から構成された準政府機関であったのに対し、NRPCは国家顧問府管轄下の公式政府機関であった。これにあたって、ノウハウを有する100人以上の職員が解雇された。また、テインセイン政権下での交渉官をつとめたアウンミン前大統領府相は、交渉への慰留がのぞまれていたが、和平センター解体を受け、彼も協議の場からは去った。
NRPCおよびパンロン会議準備委員会の取りまとめ役として、スーチーは自らの主治医であるティンミョーウィンを据え置いた。NCA未署名組織についても会議に参加させるべく、彼は2016年6月2日、タイのチェンマイにおいてビルマ統一民族連邦評議会（UNFC）の政治交渉代表団（Delegation for Political Negotiation）と会合をおこなったほか、17日から19日にかけて、NCA未署名かつUNFC未加盟のワ州連合軍（UWSA）およびシャン州軍 (南)（RCSS/SSA）と会議した。また、スーチーも28日、NCA署名8組織の代表者と会合を開いた。8月31日までの会議開催がきまったのち、7月26日から30日にかけて、17の反政府武装組織がカチン独立軍（KIA）の支配地域であるマイジャヤン（Mai Ja Yang）において協議をおこなった。UWSA・TNLA・MNDAA・NSCN-Kはこの協議を欠席した。

## 開催

### 第1回会議
第1回会議は、2016年8月31日から9月3日にかけて、首都・ネピドーの第2ミャンマー国際コンベンションセンター（Myanmar International Convention Centre 2）で開催された。同会議においては17の少数民族武装勢力（NCA署名8組織およびその他9組織）の代表者を含む、のべ850人が参加した。スーチーが開会の辞を述べたのち、上院・下院議長、国軍総司令官、カレン民族同盟（KNU）書記長、カチン独立機構（KIO）副書記長、NLD共同創設者のティンウー元国軍総司令官、潘基文国連事務総長が全体演説を行った。
参加組織は、連邦国家としてのミャンマーの設立に関する72の議案を提出し、10分間のプレゼンテーションをおこなった。しかし、それ以上の議論はおこなわれず、事実上、関係者の顔合わせ以上の機能は有さなかった。また、ワ州連合党（UWSP）の代表団は、ネピドー国際空港に到着したのち会場までの送迎がなかったこと、文書やネームプレートに敬称がついていなかったことなどに抗議し、初日以外の会議を欠席した。

### 第2回会議
同会議は当初、半年に1回の開催が見込まれており、第2回会議についても2017年の2月～3月ごろの開催が予定されていた。しかし、各組織の参加交渉に難航したこと、あるいはKNU大会との兼ね合いなどから、これは延期された。2月22日にはUWSP主導の反政府組織連合体である連邦政治交渉協議委員会（FPNCC）が成立し、政府はUNFCだけではなく、こちらとも交渉した。結論として、同会議においては、NCA署名8組織および、UWSA率いるFPNCCの7組織が参加した。
5月12日、UPDJCは政治分野で6項目21点、経済分野で7項目10点、社会分野で4点、土地・環境分野で6点の、計41点について合意した。2017年5月24日から29日まで開催された第2回会議においては、これらの項目についての議論がおこなわれた。37点については合意がなされたが、連邦離脱権の否定といった一部の議題については議論が紛糾し、結論を出すことができなかった。また、NCA非署名7組織についてはオブザーバーとして実質的な会議に参加することは出来ず、スーチーや政府関係者に面会することすら拒まれた。彼らは27日に停戦協定案・自治権に関する提案・UWSPが中緬両政府から停戦に合意するよう脅迫をうけていたことを告発する文書の3点を手渡し、ネピドーを去った。

### 第3回会議
政府はUNFCの非停戦7団体と協議を繰り返し、第2回会議の8ヶ月後にあたる2018年2月には、ラフ民主同盟（LDU）と新モン州党（NMSP）をNCAに合意させた。これは、スーチー政権による少数民族勢力との停戦の取り組みとしては、はじめてのことであったものの、いずれも小勢力であり、成果としては微々たるものだった。
第3回会議は、2018年7月11日から16日まで開催された。この会議には、NCA署名10組織およびFPNCC7組織が参加し、UPDJCによる合意である政治分野4点、経済分野1点、社会分野7点、土地分野2点の延べ14点について議論がおこなわれた。これら14点については、同会議においてもいずれも合意に至ったものの、安全保障問題や連邦制のあり方といった重要な問題については、引き続き棚上げ状態が続いた。ミンアウンフライン国軍最高司令官は、初日の演説において、停戦交渉停滞の責任を少数民族武装勢力に帰すような発言をしたことにより、出席者の不興を買った。同年10月から11月にかけては、NCA署名組織であったKNUおよびシャン州復興評議会（RCSS）が、和平プロセスへの参加を中断することを発表した。

### 第4回会議
和平交渉の難航を受けて、スーチーはこの公約から遠ざかり、経済政策に注力していくようになった。第4回会議開催の糸口が見出されたのは、政府が1年以上の時間をかけ、KNUとRCSSを対話の場に立たせることに成功してからである。しかし、2020年4月に開催予定だった第4回会議は、COVID-19の流行をうけて延期された。
第4回会議は2020年8月19日から21日にかけて開催された。同会議には、NCA署名10組織以外は招待されなかった。2020年ミャンマー総選挙を控えて、NCA実施の枠組み・NCAプロセスを遂行しつづけることの確認・フェデラル連邦の原則についてなどといった15点について議論されたものの、2021年ミャンマークーデターにより、これらの計画はすべて白紙となった。